# Pawłosiów (gmina)
Pour la localité, voir Pawłosiów.
Pawłosiów est une gmina rurale du powiat de Jarosław, Basses-Carpates, dans le sud-est de la Pologne. Son siège est le village de Pawłosiów, qui se situe environ 5 km au sud-ouest de Jarosław et 47 km à l'est de la capitale régionale Rzeszów.
La gmina couvre une superficie de 47,49 km2 pour une population de 8 190 habitants.

## Géographie
La gmina inclut les villages de Cieszacin Mały, Cieszacin Wielki, Kidałowice, Maleniska, Ożańsk, Pawłosiów, Szczytna, Tywonia, Widna Góra et Wierzbna.
La gmina borde la ville de Jarosław et les gminy de Chłopice, Jarosław, Przeworsk, Roźwienica et Zarzecze.